# Цетинский сабор

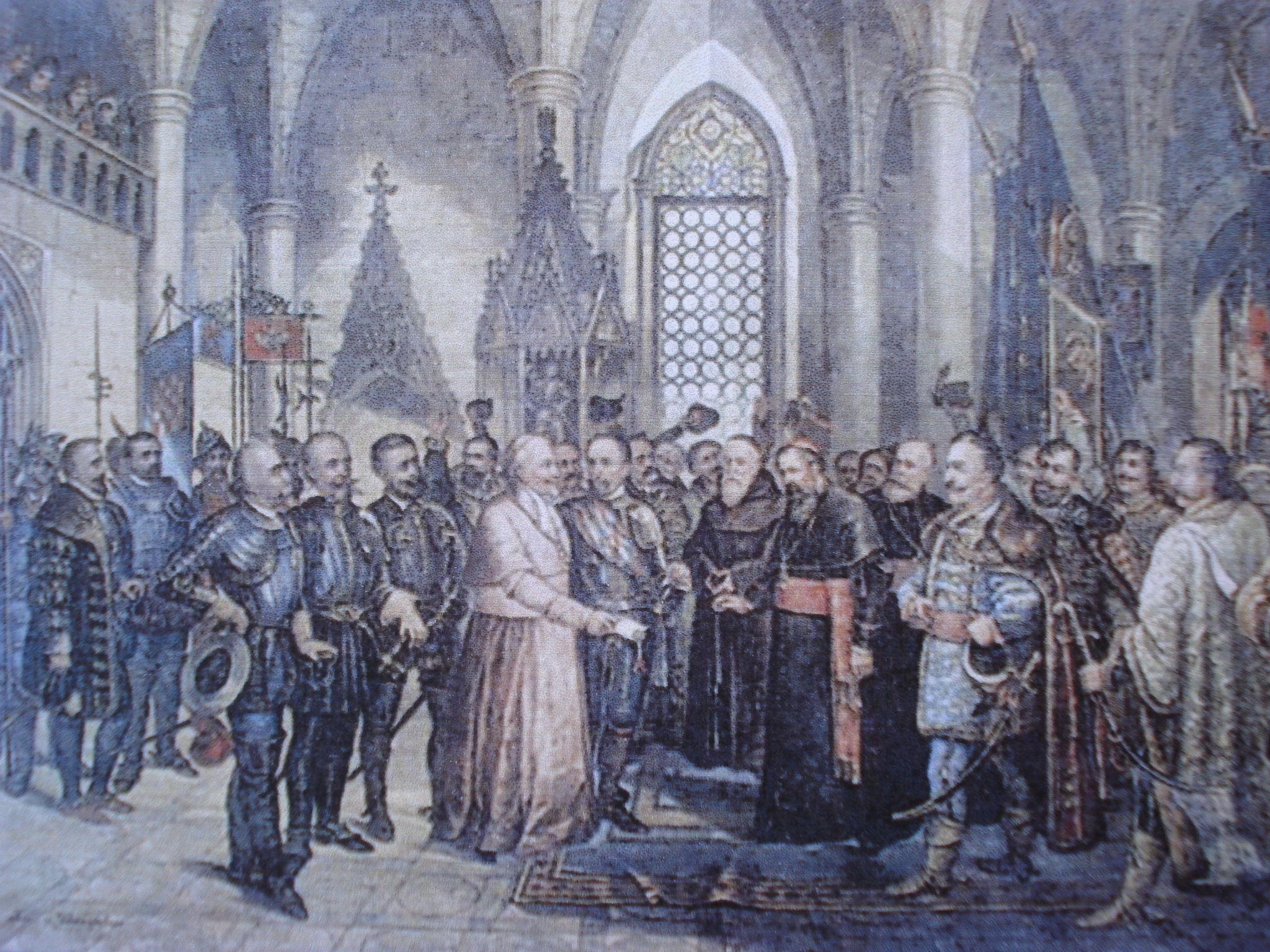
Представители хорватской высшей знати (справа) и полномочные представители Фердинанда I Габсбурга (слева) в Цетинском саборе. Картины Драгутина Вайнгертнера

Цетинский сабор 1527 года (хорв. Cetinski / Cetingradski sabor  или Cetinski / Cetingradski izbor) ― собрание хорватского парламента (сабора), состоявшееся в Цетинском замке в 1527 году. Оно последовало за кризисом престолонаследия в Венгерском королевстве, вызванным смертью Людовика II, в результате которого королевство Хорватия присоединилось к монархии Габсбургов. Хартия об избрании эрцгерцога Австрии Фердинанда I королём Хорватии была подтверждена печатями шести хорватских дворян.

## Битва при Мохаче и кризис престолонаследия
Столкнувшись с силами Османской империи, знать Хорватского королевства оказалась чрезвычайно встревожена перспективой завоевания Хорватии иноверцами. Осада Белграда 1521 года, завершившаяся победой турок, привела к тому, что Венгерское королевство потеряло свою последнюю крепость на Дунае, которая перешла под контроль войск Сулеймана Великолепного. Король Людовик II не проявлял интереса к обороне и в то время находился в тяжёлом финансовом положении. Поэтому хорваты обратились за помощью к Папе Римскому, Венеции, императору Карлу V и эрцгерцогу Фердинанду, но их дипломатические миссии успеха не имели.
Большинство хорватских магнатов и представителей низшей знати стремились к избранию нового короля. Собрание (сабор) было созвано в ходе монархического кризиса после смерти короля Людовика II и крупного поражения Венгерского королевства в битве при Мохаче 29 августа 1526 года. Молодой король Людовик II также был «королём Хорватии и Далмации», но не оставил после себя законного наследника.
На заседании венгерского парламента в Секешфехерваре 10 ноября 1526 года большинство представителей венгерской нетитулованной мелкой знати (дворянства) выбрало Иоанна Запойяи королём Венгрии, и на следующий день он был должным образом коронован под именем короля Иоанна I. Однако Фердинанд Габсбургский также был избран королём Венгрии венгерской высшей аристократией (магнатами и баронами) и венгерским католическим духовенством на крупном сейме в Пожони 17 декабря 1526 года. Соответственно, Фердинанд также был коронован как король Венгрии в Секешфехерварской базилике 3 ноября 1527 года.

## Цетин
Хорватская знать собралась в Цетине 31 декабря 1526 года, чтобы обсудить свою стратегию и выбрать нового короля. Австрийский эрцгерцог Фердинанд также направил своих посланников для присутствия во время заседания парламента. Собрание состоялось во францисканском монастыре Святой Марии под Цетинским замком в селении Цетинград. В то время владельцем замка и окружающего поместья, где проходило собрание, был хорватский дворянин Юрай III Франкопан.
После долгих дебатов участники, наконец, сошлись на кандидатуре Фердинанда 1 января 1527 года. Избрание Фердинанда было обусловлено тем, что он не только могущественным эрцгерцогом Австрии, но и правил славянскими землями соседей хорватов, словенцами, являясь герцогом Каринтии и Карниолы. Фердинанд I был избран новым королём Хорватии, и собрание «подтвердило верность ему и его наследникам».
В обмен на трон Фердинанд пообещал уважать исторические права, свободы, законы и обычаи хорватов, имевшие место при правлении короля Венгрии, а также защищать Хорватию от османского вторжения и подчинения во все времена, направив на защиту 1000 всадников, 200 солдат и финансы на наём ещё 800 всадников. Он также был обязан инспектировать и снабжать укреплённые города.

### Хартия

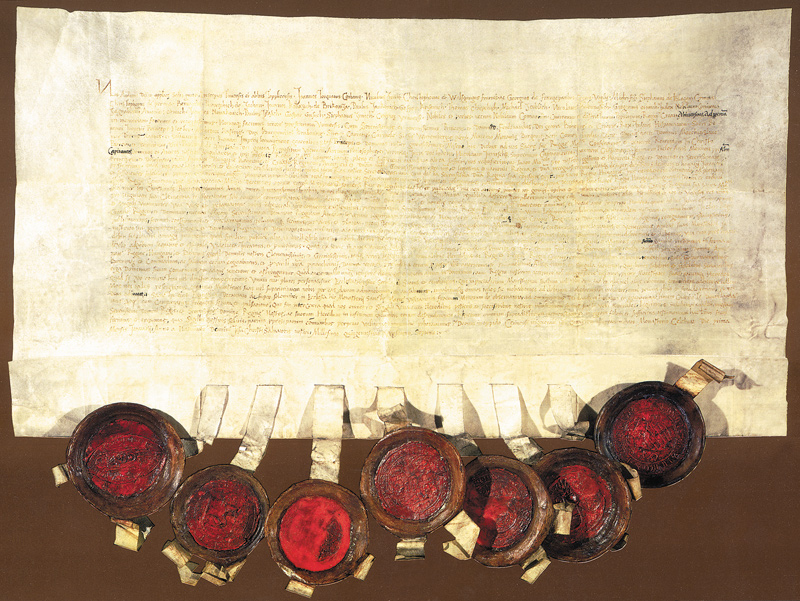
Цетинградская хартия хранится в Национальном архиве Австрии в Вене.

Хартия, подписанная хорватскими дворянами, которая является прекрасным образцом клетчатой печати Хорватии, считается «одним из самых важных документов хорватской государственности», демонстрирующих особый политический статус Хорватии. Хартия подтверждала древние права  хорватской знати, а именно право самостоятельно решать основные политические вопросы, среди которых были выборы короля ― свободные и независимые от мнения или решения венгерского сейма, поскольку две страны находились в личной унии с 1102 года.
Текст хартии содержит сначала перечисление имён хорватских представителей высшего дворянства, церковных сановников и представителей низшего дворянства, а также имена и титулы полномочных представителей Фердинанда, затем приведение аргументов в пользу законного избрания Габсбурга наследственным правителем Хорватии, далее декларативное заявление о признании и объявлении австрийского эрцгерцога королём и его жены Анны (сестры Людовика II) королевой и, наконец, «приведение к присяге на верность, послушание и верность». Место и дата принятия также указаны в конце текста.
Упомянутые хорватские дворяне: Андрия, епископ Книнский и аббат Топускский, Иван Карлович из Крбавы, Никола III Зрински, братья Крсто II и Вук I Франкопан из Тржаца, Юрай III Франкопан из Слуни, Степан Благайски, Крсто Перанский, Бернард Тумпич Зечевский (из Зечево), Иван Кобасич Бриковицийский (из Брековицы), Павао Янкович, Гашпар Крижанич, Тома Чипчич, Михайло Скоблич, Никола Бабоножич, Гргур Отмич, дворянский судья Загребского уезда, Антун Отмич, Иван Новакович, Павао Изачи и Гапари, Гачич Степан Зимич, в то время как австрийские полномочные представители присутствовали Пауль фон Оберштейн ( проректор Вены и гейхаймрат Фердинанда ), Никола Джуришич и Иван Кацианер (главные военачальники Фердинанда) и Иоганн Пюхлер (префект города Мехов).

### Печати

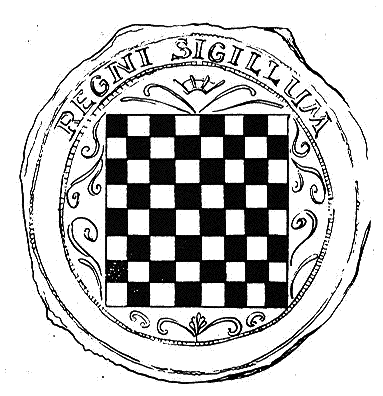
Королевская печать Королевства Хорватия отпечатана в центре Цетинградской хартии

Под текстом расположены шесть печатей самых известных хорватских магнатов и сановников, подтверждающих Хартию, а также посередине печать Королевства Хорватия в следующей последовательности:
Левая сторона
- Андрия Тушканич (или Андрия Мишленович Уздольский), епископ Книнский.
- Иван Карлович из ветви Курьяковичей Гусичей , Бан Хорватии 1521–1524 и 1527–1531.
- Никола III Зринский из Зринской ветви Шубичей.

Центр
- Клетчатая печать королевства Хорватия.

Правая сторона
- Юрай III Франкопан из Слуньской ветви Франкопанов.
- Вук И. Франкопан из тржацкого отделения франкопанов.
- Степан Благайский из Благайской ветви Бабоничей.

## Последствия
Уполномоченные Фердинанда приняли хартию у хорватов и взяли её с собой на обратном пути в Вену. В свою очередь, ранее в тот же день в документе под названием «Присяга на коронации» они подтвердили обещания и заверения Фердинанда (данные ранее по требованиям хорватов) и приняли все связанные с этим обязательства и ответственность новоизбранного короля.
Перед возвращением в Вену полномочные представители написали эрцгерцогу 3 января 1527 года письмо, в котором сообщили ему о ходе событий во время сессии парламента и объясняли своё опоздание и более длительное пребывание в Хорватии (среди прочего, некоторым хорватские магнаты не имели при себе своих печатей, и им нужно было вернуться домой и потом заверить хартию).
6 января 1527 года славонская знать дистанцировалась от этих выборов и вместо этого выдвинула Яноша Запойяи в качестве соперника, претендовавшего на венгерский престол. Разразилась гражданская война.Ференц Баттьяни возглавил фракцию сторонников Габсбургов, а Кристоф Франкопан возглавил фракцию сторонников Заполйяи. Сторонники Габсбургов в конечном итоге возобладали после смерти Запойяи в 1540 году.

## Наследие
Хартия хранится в Национальном архиве Австрии в Вене.
Конституция Хорватии описывает эти события как одну из исторических основ хорватского суверенитета, как «независимое и суверенное решение хорватского парламента».